# Kellen
Kellen is een ortsteil van de Duitse gemeente Kleef en na Materborn het grootste buiten de stad zelf. Op 31 december 2015 telde Kellen 7.566 inwoners op een oppervlakte van 11,25 km². Kellen ligt ten noorden van station Kleve en grenst direct aan de benedenstad.
Kellen werd rond 750 voor het eerst genoemd. De patroonheilige van de oude kerk in Kellen is St. Willibrord. Nabij de kerk bevindt zich de Langeshof, een museum met landbouwwerktuigen uit vroegere tijden. 
De Bundesstraße 220 en de Bundesstraße 9 kruisen elkaar in Kellen. Aan de B220, de Emmericher Straße, bevindt zich Huis Schmithausen met het hoofdkantoor van de Euregio Rijn-Waal.
Ten westen van Kellen verloopt in noordelijke richting het Spoykanaal van het centrum van Kleef naar de sluis bij Brienen aan de Griethauser Altrhein. Ook loopt er een fietspad naar Griethausen over de oude spoordijk van de spoorlijn Zevenaar - Kleef.
De Kellener Altrhein is een natuurgebied behorend tot 'NSG Düffel, Kellener Altrhein und Flussmarschen' en tot het vogelbroedgebied 'Unterer Niederrhein'.

## Afbeeldingen

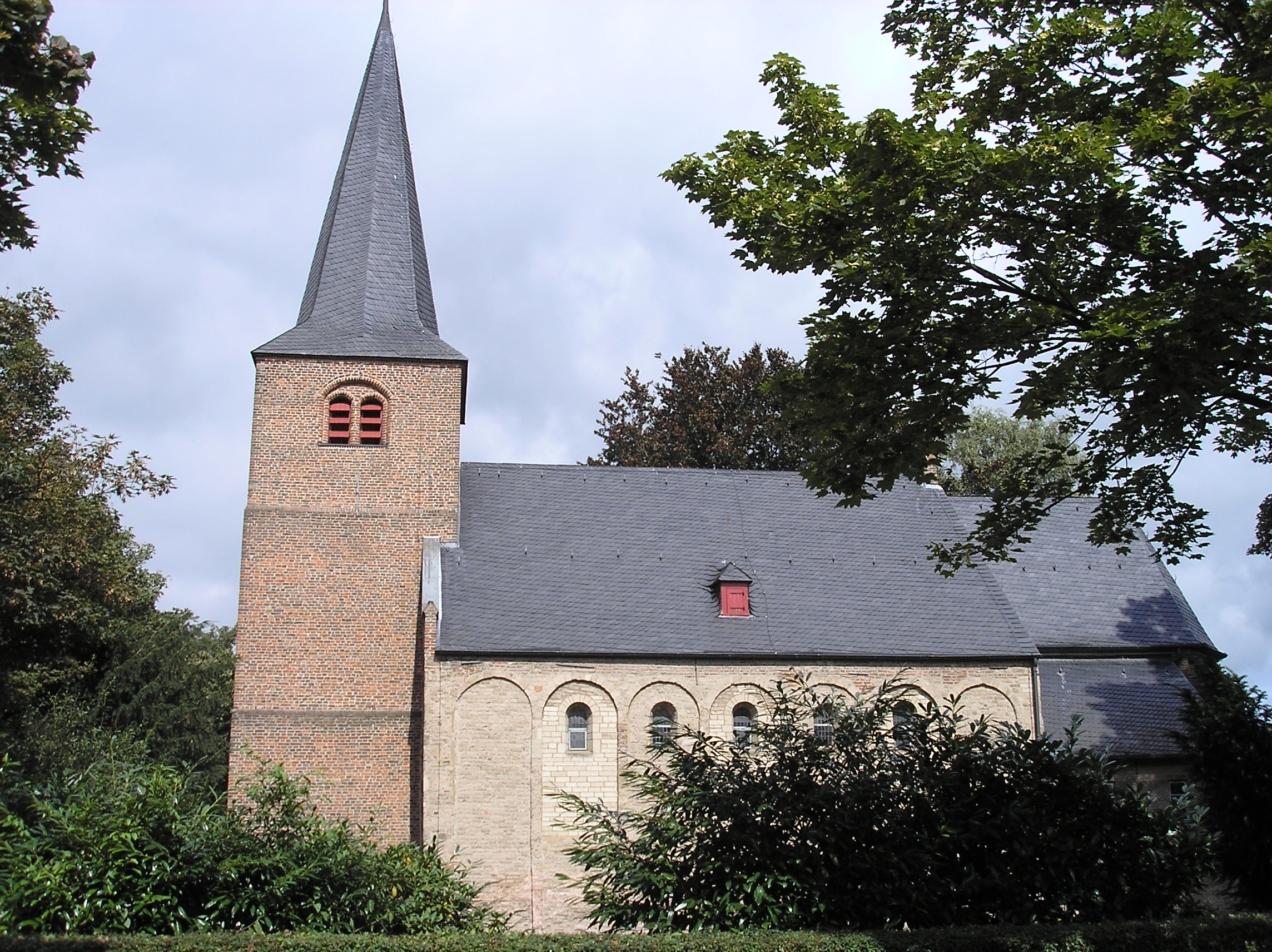
De oude St. Willibrord
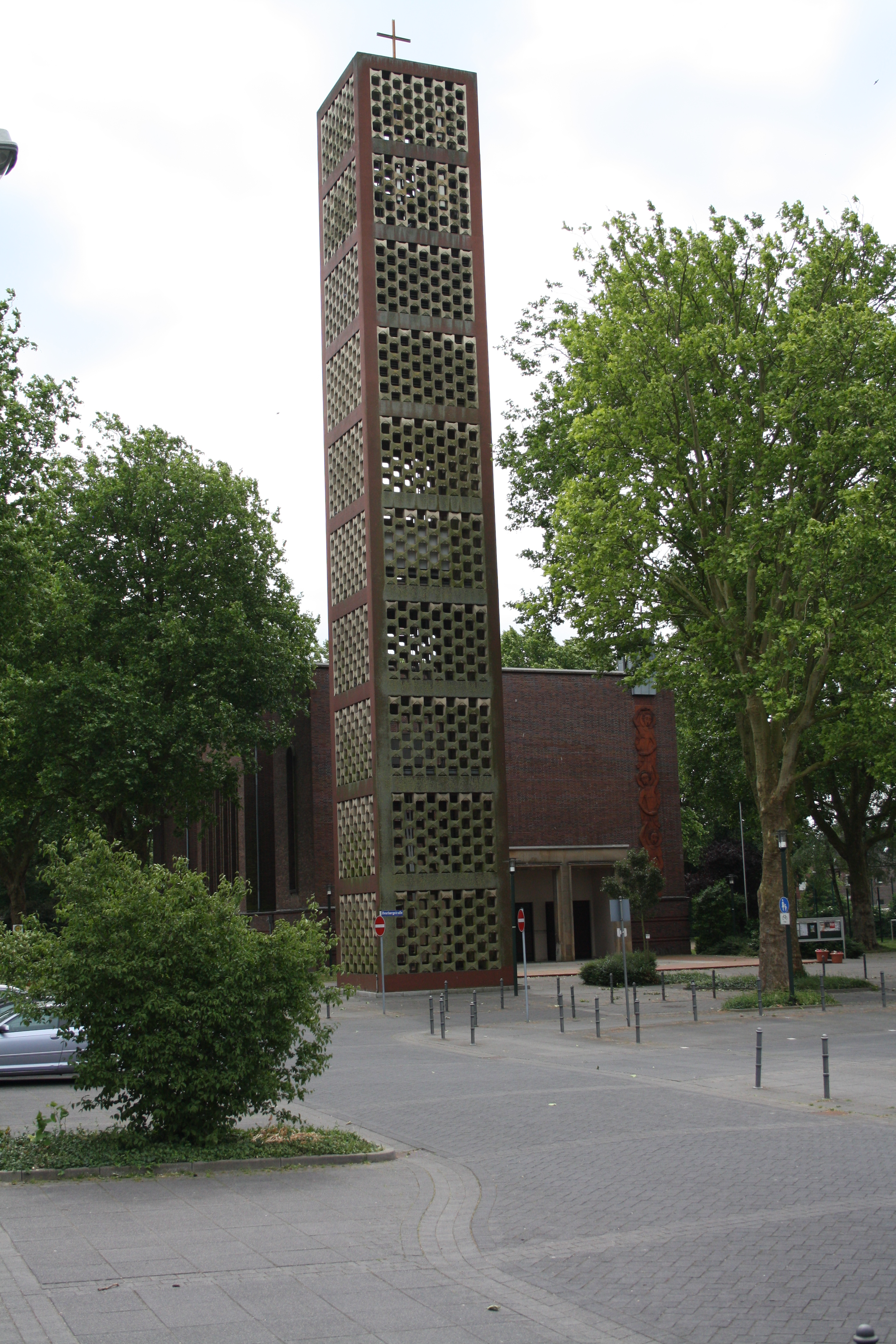
De nieuwe St. Willibrord
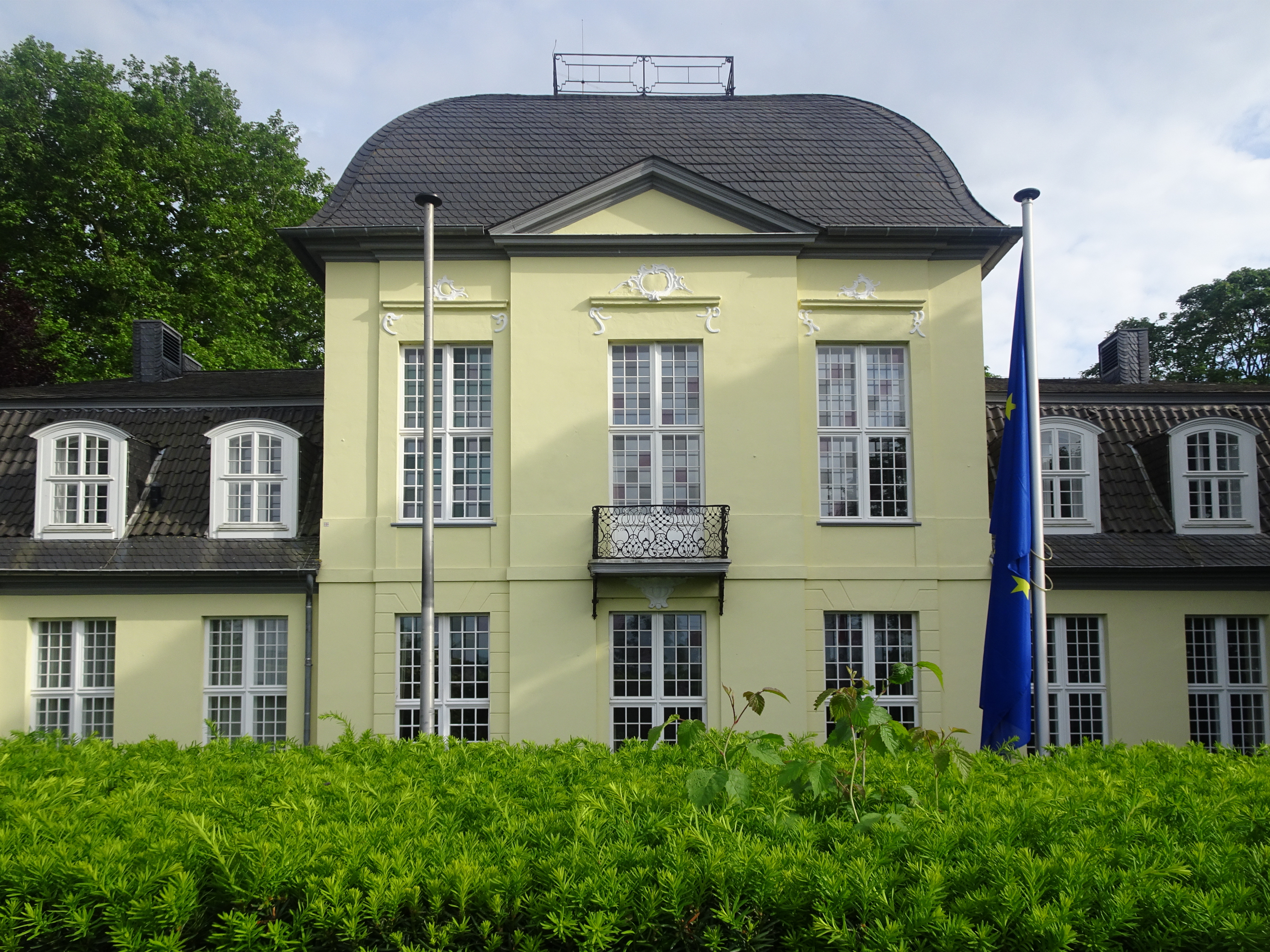
Huis Schmithausen
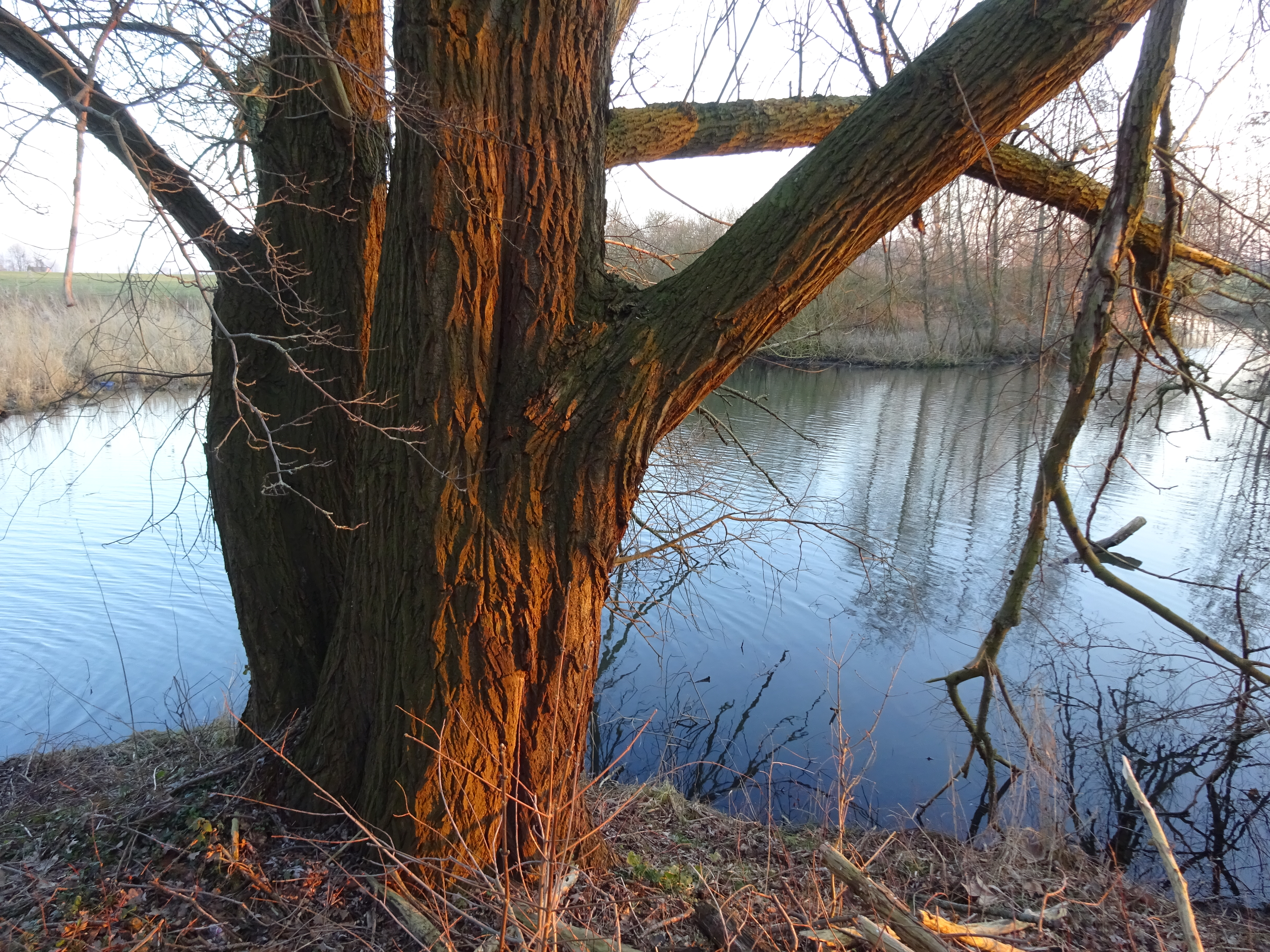
NSG Kellener Altrhein